# Posta San Martín Uno
Posta San Martín Uno, également appelée San Martín 1, est une localité argentine située dans le département de Patiño, province de Formosa.
Une partie des habitants ont fondé en 1935 Posta San Martín Dos, aussi appelé San Martín 2. 